# U-5TS
Die U-5TS ist eine sowjetische Kampfwagenkanone im Kaliber 115 mm. Die erste moderne Glattrohrkanone der Welt ist die Hauptwaffe des Kampfpanzers T-62 und der ersten Ausführung des T-64. Der GRAU-Index lautet 2A20 bzw. 2A21 beim T-64.

## Entwicklung

### D-54TS
Zu Beginn der 1950er-Jahre war in der Sowjetunion bereits klar, dass die D-10T des T-55 in ihrer Leistung gesteigert werden musste, um mit der internationalen Entwicklung mitzuhalten. Daher wurde im Konstruktionsbüro Nr. 9 eine Weiterentwicklung der D-10T, die D-54TS konstruiert. Dies war ebenfalls eine Zugrohrkanone im Kaliber 100 mm. Gegenüber der D-10T hatte die D-54TS eine um 30 % höhere Mündungsenergie. Dies wurde hauptsächlich durch andere Munition mit größerer Treibladung erreicht, dafür musste die Kanone mit einer Mündungsbremse versehen werden, was zu Staubentwicklung beim Schuss führte und so Folgeschüsse behinderte. Mit der Vollkaliberpanzergranate wurde bereits eine Mündungsgeschwindigkeit von 1015 m/s erreichte, mit dem Unterkaliberwuchtgeschoss sogar 1500 m/s, die Durchschlagsleistung betrug bis zu 310 mm RHA. Weitere Merkmale der neuen Kanone waren ein Rauchabsauger und eine Vorrichtung, die die Hülsen aus dem Turm auswarf. Ein weiterer Nachteil war, dass die Kanone aufgrund des gestiegenen Rohrinnendruckes entweder schwerer oder aus teurem Spezialstahl gefertigt werden musste. Ein größeres Gewicht schränkt die Arbeit des Stabilisators ein. Da diese Kanone größere konstruktive Änderungen am T-55 erforderte, wurde dieser weiterentwickelt (Objekt 165).

### U-5TS
Bereits seit 1955 war die gezogene 100-mm-Panzerabwehrkanone T-12 mit glattem Rohr im Bestand der Sowjetarmee. Sie wies eine überlegene Durchschlagsleistung auf und sollte auf Wunsch der Partei- und Staatsführung in den T-55 eingerüstet werden. Dies war allerdings aus technischen Gründen – das Bodenstück und die Munition waren zu groß – nicht möglich. Außerdem hätte die Rohrlänge den Stabilisator überfordert. So wurde eine Kombination aus größerem Kaliber und kürzerer Patronenhülsenlänge entworfen, die vergleichbare Leistungen erbrachte. Um die Vorarbeiten mit der D-54TS, die bereits in den Turm des Objekts 165 integriert war, nutzen zu können, wurde die D-54TS als Ausgangspunkt für die Entwicklung der U-5TS genutzt. Die Züge wurden entfernt, wodurch sich das Kaliber von 115 mm ergab. Die Mündungsbremse konnte entfallen. Der so entstandene Prototyp war das Objekt 166.

## Beschreibung

### 2A20 / T-62

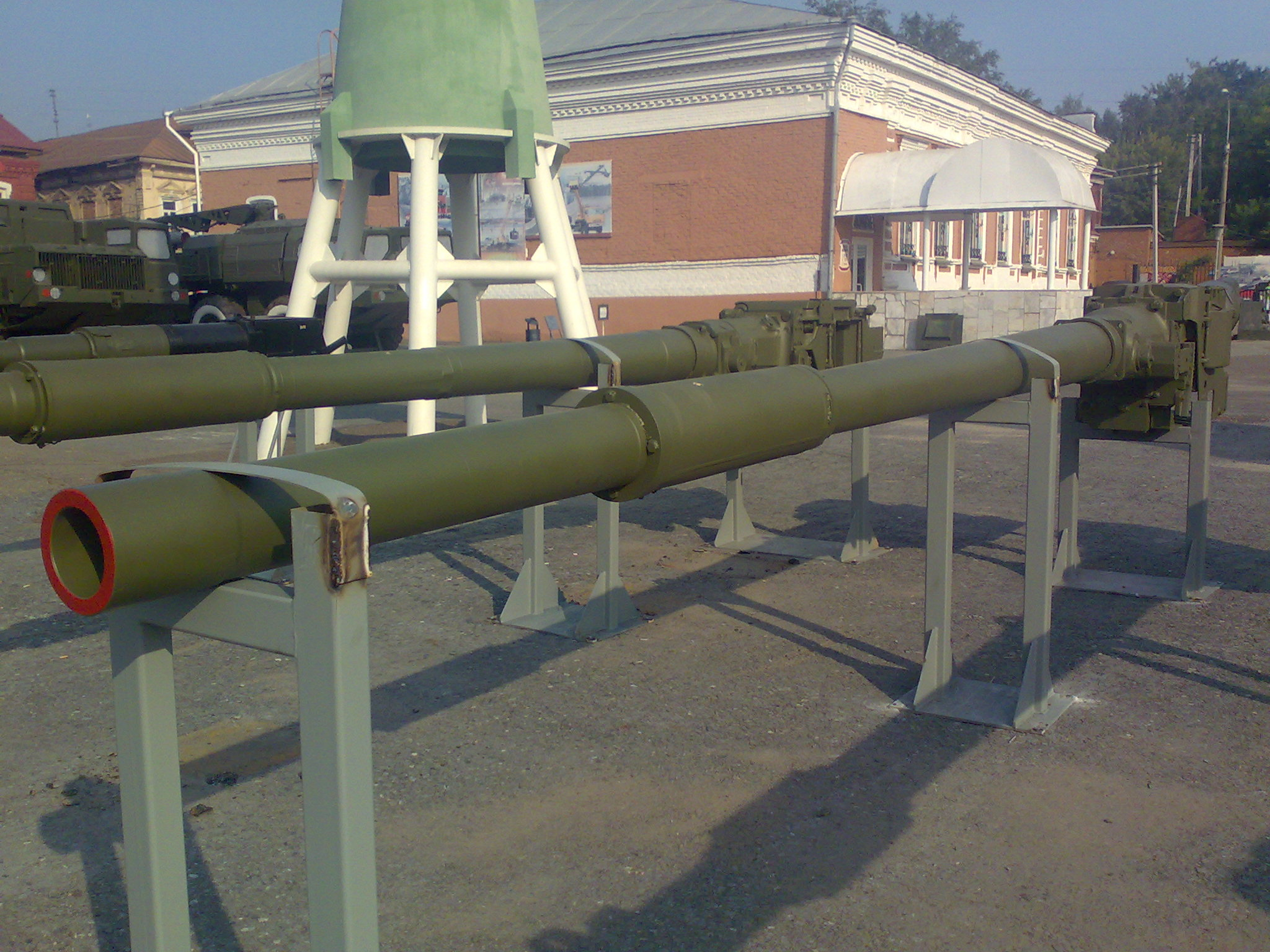
Ausgebaute 2A20 im Werksmuseum Motowilicha

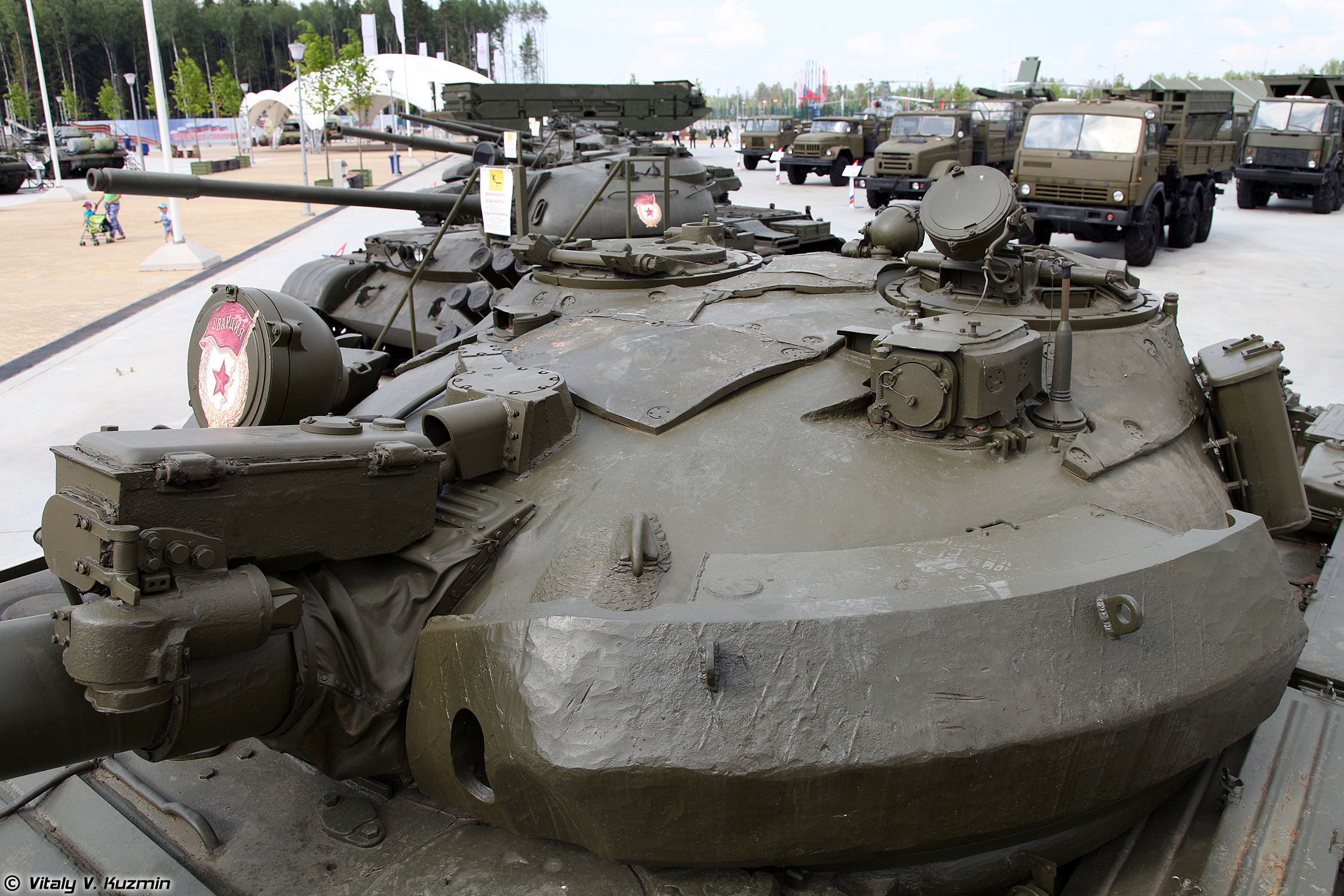
Laserentfernungsmesser

Die U-5TS ist eine halbautomatische Kanone im Kaliber 115 mm. Die Bezeichnung „halbautomatische Kanone“ bezieht sich hier lediglich darauf, dass kein Dauerfeuermodus zur Verfügung steht, während sonst bei Artillerie dieser Terminus üblicherweise für Geschütze verwendet wird, die nach dem Abfeuern die Kartusche/Hülse selbsttätig auswerfen und die Abfeuereinrichtung spannen, während der nächste Schuss manuell geladen werden muss. Sie ist vollstabilisiert und besteht aus den Baugruppen Rohr mit Ejektor, Bodenstück mit Verschluss sowie Rohrwiege, Rücklaufeinrichtung und Abfeuereinrichtung. Das glatte Rohr hat eine Länge von 49,5 Kalibern und ist mit dem Bodenstück verschraubt. Die Kanone ist in einer Jackenwiege gelagert und mit einem Flachkeilverschluss ausgestattet.
Verschlussbaugruppe und Jackenwiege entsprechen den Baugruppen der D-10T2S, sind aber voluminöser. Die Rohrrücklaufvorrichtung ist unter dem Bodenstück eingebaut, links befindet sich der Rohrvorholer und rechts die Rücklaufbremse. Diese asymmetrische Anordnung ist unvorteilhaft für die Schusspräzision und wurde bei späteren sowjetischen Panzerkanonen geändert.
Die Kanone verfügte von Beginn an über einen Rauchabsauger, der seit der D-10T Standard im sowjetischen Panzerbau war.
Das Kanonenrohr der 2A20 weist bei der Verwendung der APFSDS-Munition eine Lebensdauer von rund 200 Schuss auf, bevor die Präzision erheblich nachlässt. Bei ausschließlicher Verwendung von Spreng- oder Hohlladungsgranaten, die mit einem wesentlich geringeren Innendruck verschossen werden, beträgt die Lebensdauer etwa 450 Schuss und bei einem panzertypischen HE/APFSDS-Mix etwa 300 Schuss.
Die Richtantriebe sind elektrohydraulischer Bauart.
Im Jahre 1962 wurde der T-62 einer Kampfwertsteigerung unterzogen und erhielt die Bezeichnung „T-62M“. Die wichtigste Änderung an der Kanone war der Einsatz einer Rohrschutzhülle, wie sie von der 2A46 bekannt war, um die ballistischen Leistungen auch bei Temperaturunterschieden innerhalb enger Parameter zu halten. Weitere Änderungen, die die Kanone betrafen, waren der Einbau des verbesserten Stabilisators Meteor-M1 sowie der Feuerleitanlage „Wolna“.

### 2A21 / T-64
Für den T-64 wurde die U-5TS / 2A20 modifiziert. Die hauptsächlichen Änderungen betrafen das Bodenstück mit dem Verschluss, das an den Ladeautomaten des T-64 und dessen zweiteilige Munition angepasst wurde. Die neue Werksbezeichnung lautete D-68, der GRAU-Index 2A21.

## Technische Daten
| Kaliber                       | 115 mm            |
| Länge Rohr mit Bodenstück     | 6050 mm           |
| Länge Rohr ohne Bodenstück    | 5700 mm (L/49,5)  |
| Schussentfernung              | 3000 (effektiv)   |
| Rohrinnendruck (APFSDS, max.) | 366 MPa           |
| Gewicht mit Verschluss        | 2350 kg           |
| Rohrrücklauf                  | normal 350–415 mm |
| Feuergeschwindigkeit          | 4–8/min           |

## Varianten
| Bezeichnung | GRAU-Index | Jahr | Verwendung        | Bemerkung         |
| ----------- | ---------- | ---- | ----------------- | ----------------- |
| U-5TS       | 2A20       | 1959 | T-62              |                   |
| D-68        | 2A21       | 1962 | T-64 (Objekt 432) | geteilte Munition |

## Munition

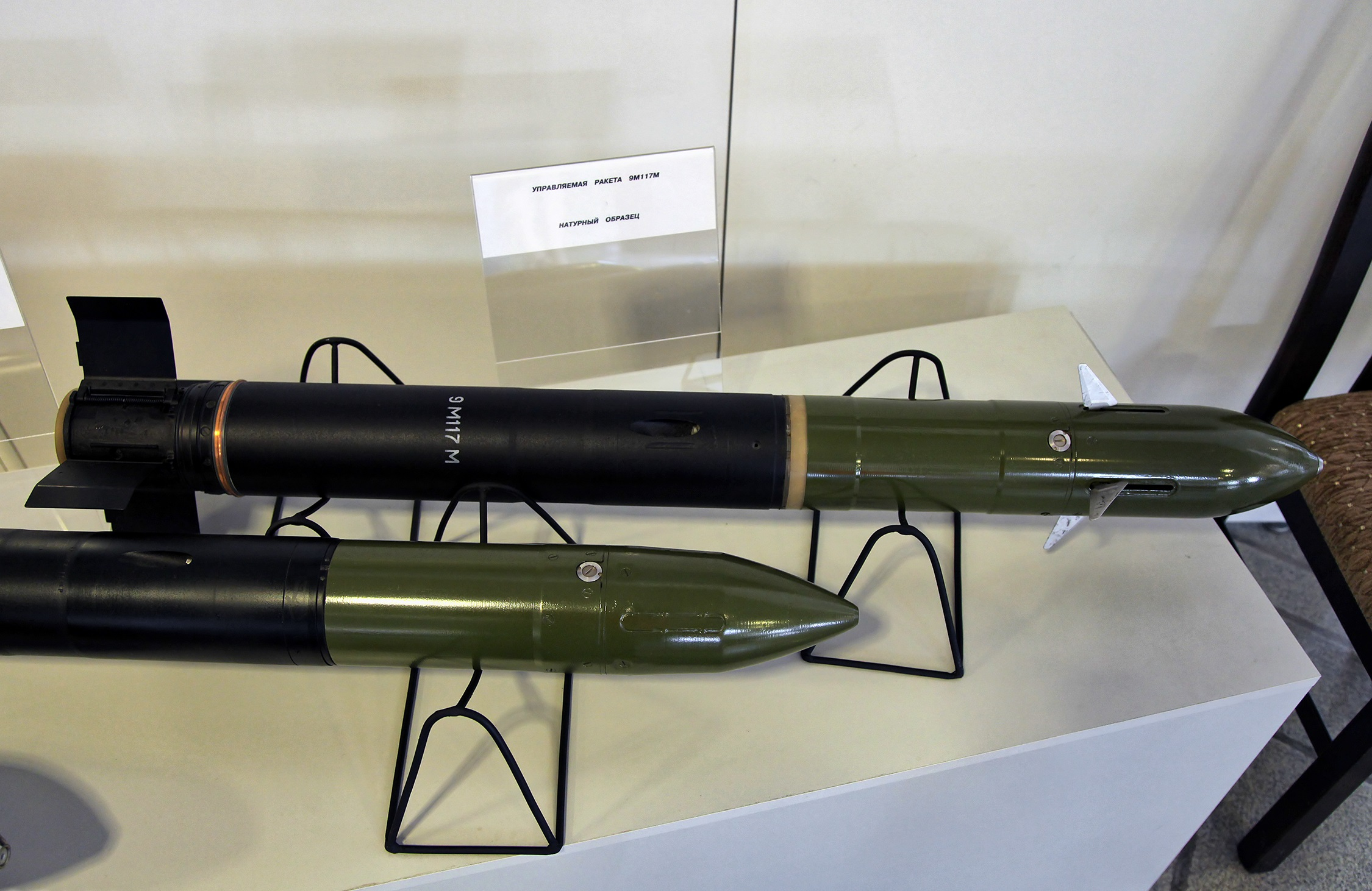
Rohrrakete 9M117

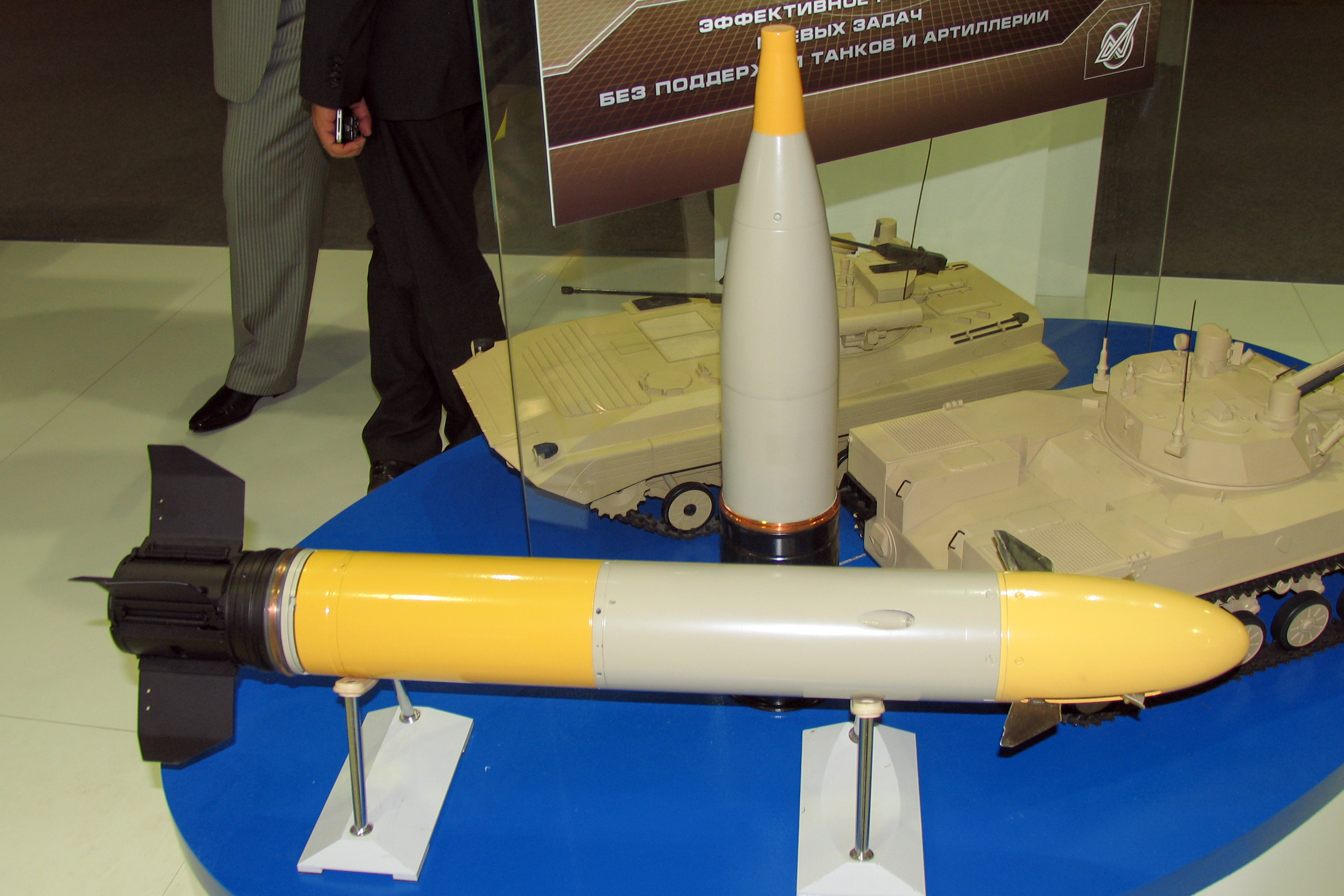
9M117M1-3 „Arkan“

Die Munition der U-5TS ist patroniert. Nach dem Schuss wird die leere Hülse von der Hülsenfangvorrichtung gefangen und durch eine kleine Luke an der Turmrückwand ins Freie ausgeworfen.
Das Wuchtgeschoss BM-3 stellte eine Weltneuheit dar: es war das erste Unterkaliberwuchtgeschoss mit Flügelstabilisierung einer serienmäßig verbauten Panzerkanone.
Die panzerbrechenden Munitionsarten wie Wucht- und Hohlladungsgeschosse wurden immer wieder überarbeitet und modernisiert bzw. durch neuere Konstruktionen ergänzt oder ersetzt. Grundsätzlich stehen für die Kanone U-5TS die Munitionsarten Wuchtgeschoss, Hohlladung, Splitterspreng und Rohrrakete zur Verfügung.
| Bezeichnung                                                | Kaliber (Penetrator bei APFDS-DS) | Kanone | Anfangs- geschwindigkeit (in m/s) | Durchschlagsleistung 90° / Entfernung (in mm RHA) | Bemerkung |
| ---------------------------------------------------------- | --------------------------------- | ------ | --------------------------------- | ------------------------------------------------- | --- |
| BM-3 (Wuchtgeschoss, flügelstabilisiert; APDS-FS)          | 42                                | U-5TS  | 1650                              | n. a.                                             | Stahlkörper mit eingebettetem 32-mm-Wolframpenetrator und ballistischer Haube                                             |
| BM-4 (Wuchtgeschoss, flügelstabilisiert; APDS-FS)          | 42                                | U-5TS  | 1650                              | n. a.                                             | Monoblockpenetrator aus Stahl mit ballistischer Haube                                                                     |
| BM-5 (Wuchtgeschoss, flügelstabilisiert; APDS-FS)          | 44                                | D-68   | 1680                              | 250 / 1000                                        | BM-4-Variante, geteilte Ladung                                                                                            |
| BM-6                                                       | 42                                | U-5TS  | 1680                              |                                                   | Monoblockpenetrator aus Stahl mit ballistischer Haube                                                                     |
| BM-6W (Wuchtgeschoss, flügelstabilisiert; APDS-FS)         | 42                                | U-5TS  | 1680                              |                                                   | Monoblockpenetrator aus Stahl mit Kappe ballistischer Haube                                                               |
| BM-21 (Wuchtgeschoss, flügelstabilisiert; APDS-FS)         | 37                                | U-5TS  | 1600                              |                                                   | Stahlkörper mit eingebettetem Wolframpenetrator                                                                           |
| BM-28                                                      | 39                                |        | 1650                              |                                                   | Monoblockpenetrator aus Uran                                                                                              |
| BK-4 (Hohlladung, flügelstabilisiert; HEAT-FS)             | 115                               |        | 900                               |                                                   | Hohlladung, Stahleinlage, Piezozünder                                                                                     |
| BK-4M (Hohlladung, flügelstabilisiert; HEAT-FS)            | 115                               | U-5TS  | 900                               | 440 / unabhängig                                  | Hohlladung, Kupfereinlage                                                                                                 |
| BK-8 (Hohlladung, flügelstabilisiert; HEAT-FS)             | 115                               | D-68   | 900                               | 360 / unabhängig                                  | Hohlladung, Stahleinlage (BK-4-Variante, geteilte Ladung)                                                                 |
| BK-8M (Hohlladung, flügelstabilisiert; HEAT-FS)            | 115                               | D-68   | 900                               | 450 / unabhängig                                  | Hohlladung, Kupfereinlage (BK-4-Variante, geteilte Ladung)                                                                |
| BK-15 (Hohlladung, flügelstabilisiert; HEAT-FS)            | 115                               | U-5TS  | 1060                              |                                                   | Hohlladung, Kupfereinlage                                                                                                 |
| BK-15M (Hohlladung, flügelstabilisiert; HEAT-FS)           | 115                               | U-5TS  | 1060                              |                                                   | Hohlladung, Kupfereinlage                                                                                                 |
| OF-11 (Splittersprenggranate, flügelstabilisiert; HE-FRAG) | 115                               | U-5TS  | 905                               |                                                   | |
| OF-17 (Splittersprenggranate, flügelstabilisiert; HE-FRAG) | 115                               | D-68   | 905                               |                                                   | OF-11-Variante, geteilte Ladung                                                                                           |
| OF-18 (Splittersprenggranate, flügelstabilisiert; HE-FRAG) | 115                               | U-5TS  | 750                               |                                                   | |
| OF-27 (Splittersprenggranate, flügelstabilisiert; HE-FRAG) | 115                               | U-5TS  | 800                               |                                                   | |
| 9M117 (gelenkte Rohrrakete, Hohlladung)                    | 115                               | U-5TS  | 550–600 / unabhängig              |                                                   | Modernisierung zu Beginn der 1980er-Jahre, erfordert Einrüstung der Lenkwaffenanlage 9K116-2 „Scheksna“; Reichweite: 3000 |
| 9M117M „Kan“ (gelenkte Rohrrakete, Tandemhohlladung)       | 115                               | U-5TS  | 500–550 / 4000                    |                                                   | Modernisierung zu Beginn der 1980er-Jahre, erfordert Einrüstung der Lenkwaffenanlage 9K116-2 „Scheksna“                   |
| 9M117M1 „Arkan“ (gelenkte Rohrrakete, Tandemhohlladung)    | 115                               | U-5TS  | 550–650 / 5000                    |                                                   | Modernisierung zu Beginn der 1980er-Jahre, erfordert Einrüstung der Lenkwaffenanlage 9K116-2 „Scheksna“                   |